# رحالة أجانب زاروا بغداد في العهد العثماني
رحالة أجانب زاروا بغداد في العهد العثماني
إن الرحالة الأجانب والعرب قد زاروا العراق منذ أمد بعيد وفي فترات متفاوتة وكتبوا عنه في مذكراتهم وتقاريرهم، ومن هؤلاء الملاح الإقريطشي، وقائد الإسكندر اليوناني الرحالة نيارخوس (Nearchus) وكانت زيارته في (القرن الرابع قبل الميلاد)، ثم زاره المؤرخ والفيلسوف والقائد اليوناني كسينوفون (Xenophon) بين الأعوام (427-355 ق.م)، وكذلك زاره الرحالة الإيطالي البندقي ماركو بولو بين الأعوام (1254-1323م). وهناك آخرين زاروا بغداد وكتبوا عنها فمن هؤلاء على سبيل المثال لا الحصر الرحالة بنيامين التطيلي زراها سنة (1168م)، وابن جبير زارها (1184ه‍) وابن بطوطة (1326م)، وحمد الله المستوفي (1339م) وآخرين.

## بغداد (1553-1917م)
إن بحثنا سيقتصر على الرحالة الأجانب الذين قصدوا بغداد في العهد العثماني للفترة بين سنة (1553-1917م)، حيث وصل بغداد في هذه الفترة العديد من الرحالة الأجانب ضمن مهام مختلفة بين رحالة وآخر، فمنهم من جاء للعمل بالآثار وجمع المخطوطات لصالح متاحف دولته، ومنهم من أتى لإستكشاف المنطقة، ومنهم من قدم للتحقق من وجود الأماكن الدينية المسيحية واليهودية، ومنهم جاء لإغراض سياسية، ولكن مايهمنا هو ان الجميع قد دوَّنوا تفاصيل دقيقة عن مشاهداتهم.
إن طلائع الرحّالين الأجانب من الأوربيين وغيرهم أخذت تصل إلى بغداد وغيرها من المناطق، حيث شهد العصر الحديث منذ مطلعه تطورات سياسية وإقتصادية سريعة بحكم الصراع الدولي على المنطقة.ولعل من أبرز اولئك الرحالة الإيطالي الصائغ وتاجر المجوهرات سيزار فيدريتشي (C. Federici)، وليونهارت راوولف (L. Rauwolf)، وهو طبيب هولندي قدم إلى بغداد سنة (1573م) في عهد الوالي «عبد الر حمن باشا» (لم أعثر على والٍ حكم بغداد سنة (1573) اسمه عبد الرحمن باشا. فهو اما يكون «علي باشا الدرويش» الذي حكم البصرة ثم نقل منها إلى بغداد أو يكون «علي باشا الوندة زادة» الذي حكم ولاية بغداد في سنة (1574م) و (1586م) في عهد السلطان مراد الثالث الذي تولى العرش العثماني للفترة ما بين (1574-1595م)، ورالف فيج (R. Fitch)، وجون ایلدر (J. Eldred)، وبيدرو تيكسيرا (P. Teixeira)، وبيترو ديلافال (P. Delvlle)، وجان باتسيت تافرنييه (J. B. Tavernie)، وهو أحد تجار البندقية، وقد زار بغداد في عهد الوالي خضر باشا وذلك سنة (1563م) وسماها بابل.
فكان لهذه الرحلات وغيرها أهمية خاصة في تقديم الأوصاف العامة لجوانب الحياة، مما وفر لنا ثروة تأريخية مهمة لرفع الإبهام والضبابية عن بعض الأحداث وإستقرائها بشكل واضح وجلي.
وسنتناول في بحثنا هذا أسماء الرحالة الأجانب الذين زاروا بغداد ودوَّنوا مذكراتهم ويومياتهم ورسموا خرائطها وما وقع تحت أعينهم وما لفت أنظارهم وما أثار إنطباعاتهم على مافيه من تحامل من البعض أحياناً. وكما أسلفنا فالأهداف التي كان الرحالة الأجانب يحملونها ويقصدون بها بغداد ومناطق العراق الأخرى تنحصر بتزويد حكوماتهم بمعلومات تكون اما سياسية أو اقتصادية أو عسكرية، وأحياناً ربما تكون أهدافها تبشيرية دينية، متخذين من السياحة والتجارة والتنقيب عنواناً وستاراً يخبئون غاياتهم الحقيقية خلفه.وهناك آخرون جاءوا أصلاً بعناوين وصفات رسمية، كالتمثيل السياسي والإنتداب لأغراض تجارية أو فنية أو عسكرية.

## أهم مراجع البحث
وقد إستعنا بما أورده ستيفن همسلي لونكريك في كتابه (أربعة قرون من تاريخ العراق الحديث) ضمن قائمة المصادر والمراجع التي إستند إليها في بحثه عن بغداد والعراق للفترة الواقعة ما بين (1553-1914م) وضع أسماء ثمان وتسعين رحالة وتقريراً ومقالة تصف العراق وبغداد وأوجه الحياة بها بطريقة أو بأخرى. وقد اختلفت جنسيات أصحاب هذه الرحلات بين برتغالية، وفرنسية، وهولندية، وألمانية، وإيطالية، وبريطانية، وأمريكية، وأرمنية، وهندية، وإيرانية، وتركية، وروسية، غير ان الحصة الأكبر كانت إنكليزية، وكذلك إستعنا بالمجلدين الأول والثاني من كتاب الذخائر الشرقية لمؤلفه كوركيس عواد، فكانت لنا خير دليل، إضافة إلى دوريات وصحف ومصادر أخرى.

## أواخر العهد العثماني
إن القرن التاسع عشر أصبح فيه العراق أكثر إنفتاحاً على العالم الخارجي، فصار الكثير من الأوربيين وغيرهم يقصدونه ويتجولون في أرجائه، أو حتى يقيمون فيه مدة تقل أو تزيد تبعا للمهمة المكلفين بإنجازها. حيث وصفوا لنا مكونات بغداد العمرانية آنذاك بجانبيها الشرقي والغربي كالسور، والأبراج، وقلعة بغداد، والخندق، والسراي، والأسواق، والمساجد، والخانات، والمحلات، والجسر الذي يربط بغداد بجانبيها الكرخ والرصافة، ومقاهي بغداد الكثيرة، وشوارعها، وأزقتها الضيقة، ومنازلها المتماثلة والمتشابهة في تصميمها من ناحية الغرف، والإيوان، والسرداب وغيره. وما حدث لها من تطور أو ما تعرضت له من خراب طيلة العهد العثماني. وكذلك وصفت هذه الرحلات البيئة الاجتماعية لبغداد، من عادات وتقاليد في مختلف جوانب الحياة من أزياء، وطعام، وشراب، ومناسبات، وإحتفالات، وصولاً إلى أدق التفاصيل في الحياة الاجتماعية للفرد البغدادي، وعدد سكان المدينة، وتقسيماتهم الدينية والطائفية، والعرقية، والتغيير المستمر لأعداد السكان بسبب تعرض المدينة إلى الأوبئة والأمراض والفيضانات والحروب المستمرة. وكلما تبدأ مدينة بغداد بالإزدهار في تجارتها ويعيش أهلها برغد ورفاه تعقب ذلك آفة سرعان ماتدهورها وتسبب نقص السكان فيها. ان مشاهدات الرحالة قد وفرت من الوصف الدقيق لمعالم عديدة ما لم تتناوله كتب التأريخ نفسها.
وهذه قائمة بأسماء الرحالة الأجانب الذين زاروا بغداد وكتبوا عنها في فترة العهد العثماني.

## قائمة أسماء الرحالة الأجانب
| #                                                                 | الاسم                          | الجنسية          | تاريخ الزيارة | مُلاحظات |
| ----------------------------------------------------------------- | ------------------------------ | ---------------- | ------------- | --- |
| الرحالة الأجانب الذين زارو بغداد في العهد العثماني (1553 - 1917م) |                                |                  |               | |
| 1                                                                 | سيدي علي رئيس                  | تركيا            | (1553م)       | له كتاب: مرآة الممالك دوَّن فيه رحلاته. |
| 2                                                                 | سيزار فيدريتشي                 | إيطاليا          | (1563م)       | كان (Sesare Federici) تاجراً من أهل البندقية وقد زار بغداد سنة 1563م. |
| 3                                                                 | ليونهارت راوولف                | ألمانيا          | (1573م)       | ولد في أوغسبورغ، بافاريا، ألمانيا، 21 يونيو 1535. رحلته نشرت تحت عنوان: رحلة الهولندي الدكتور ليونهارت راوولف. |
| 4                                                                 | كاسبارو بالبي                  | إيطاليا          | (1579م)       | نشرت رحلته تحت عنوان: رحلة الإيطالي كاسبارو بالبي إلى حلب - دير الزور - عنة - الفلوجة - بغداد سنة 1579. |
| 5                                                                 | جون نوبيري                     | المملكة المتحدة  | (1581م)       | يعتبر من أوائل التجار الإنجليز الذين وصلوا للمنطقة، وكان برفقته جون ايلدرد، ورالف فيتش، وووليام بتس، ووليام شالس، ووليام ليدس، والرسام جيمس ستورري. |
| 6                                                                 | جون ايلدريد                    | المملكة المتحدة  | (1583م)       | اقام له نجله تمثال نصفي ونقش عليه: انه أول من شاهد الأرض المقدسة في بابل، وقد كتبت باللغة الإنجليزية القديمة والتي تختلف قليلاً عن الإنجليزية الحديثة. (The Holy Land so called I have seene, And in the Land of Babilon have beene, But in that Land where glorious Saints doe live My soul doth crave of Christ a roome to give.).                                                                                    |
| 7                                                                 | رالف فيتش                      | المملكة المتحدة  | (1583م)       | ذكرت رحلته مع جون ايلدريد وجون نيوبري في كتاب: رحالة أوربيون في العراق بين القرنين السادس عشر والثامن عشر. |
| 8                                                                 | أنتوني شيرلي                   | المملكة المتحدة  | (1598م)       | كان طريق سفرته: حلب فالفرات فبغداد فقزوين، نشر الكتاب بعنوان الاخوة الثلاثة. |
| 9                                                                 | بيدرو تكسيرا                   | البرتغال         | (1604م)       | نشرت رحلته تحت عنوان: رحلة بيدرو تيخيرا من البصرة إلى حلب عبر الطريق البري 1604-1605م. |
| 10                                                                | بترو ديلا فاليه                | إيطاليا          | (1616م)       | هذه الرحلة نشرت تحت عنوان: رحلة ديللافاليه إلى العراق مطلع القرن السابع عشر. |
| 11                                                                | حاجي خليفة                     | تركيا            | (1625م)       | جاء للعراق مع خسرو باشا، وعرفت رحلته باسم رحلة حاجي خليفة أو (جهانامه) نشرت تحت عنوان: تحفة الكبار في أسفار البحار. |
| 12                                                                | ياكب يوليوس                    | هولندا           | (1625م)       | صحب (جاكوب جوليوس Jacobus Golius) الجيش العثماني عام 1625م، حيث كانت بغداد قد سقطت بيد الفرس سنة 1624م. |
| 13                                                                | توماس هربرت                    | المملكة المتحدة  | (1628م)       | نشرت ملاحظات ومشاهدات رحلته تحت عنوان: العراق وملاحظات شرقية في رحلة توماس هربرت سنة 1628م. |
| 14                                                                | الأب فيليب الكرملي             | فرنسا            | (1629م)       | نشرت رحلته تحت عنوان: الرحلة الشرقية للأب فيليب الكرملي (1629م). |
| 15                                                                | جان باتسيت تافرنييه            | فرنسا            | (1632م)       | نشرت رحلته تحت عنوان: رحلة الفرنسي تافرنييه إلى العراق في القرن السابع عشر سنة 1676. |
| 16                                                                | كلوزييه دي لوار                | فرنسا            | (1639م)       | وردت تفاصيل رحلته عن بغداد في كتاب: العراق بين القرنين السادس عشر والثامن عشر في عيون رحالة أوروبيين. |
| 17                                                                | أوليا جلبي                     | تركيا            | (1655م)       | رحالة وشاعر دوَّن مذكرات رحلته التي استمرت أكثر من أربعين عاماً ونشرت تحت عنوان سياحتنامه. |
| 18                                                                | جوزيبي ماريا سيبستياني         | إيطاليا          | (1656م)       | مر بالعراق أربع مرات، في ذهابه للهند (1656) وفي عودته إلى أوروبا بعد سنتين.ثم البعثة الثانية في (1660) وفي إيابه (1664). |
| 19                                                                | فينتشنزو دي سيينا              | إيطاليا          | (1656م)       | نشرت رحلة الأب (فينتشنزو ماريه دي سانتا كاترينه دي سيينا) تحت عنوان: رحلة (فنشنسو) إلى العراق في القرن السابع عشر. |
| 20                                                                | الأب مانويل جودينهو            | البرتغال         | (1663م)       | وصل إلى بغداد عام (1663) بقارب قادماً من البصرة. نشرت رحلته باللغة البرتغاية تحت عنوان: (رحلة من الهند إلى البرتغال في 1663). |
| 21                                                                | جان دي تيفنو                   | فرنسا            | (1664م)       | وردت رحلته تحت عنوان: أخبار رحلة تيفينوت إلى المشرق. |
| 22                                                                | بارثيلمي كاريه                 | فرنسا            | (1671م)       | نشرت رحلاته بعنوان: رحلات الأب بارثيلمي كاريه في العراق والخليج العربي وبادية الشام (1669-1674). |
| 23                                                                | فيبور                          | فرنسا            | (1677م)       | له كتاب:(مسرح تركيا).يحرض الأوربيين على الدولة العثمانية. |
| 24                                                                | أحمد دري أفندي                 | تركيا            | (1720م)       | له كتاب: دري أفندي سفارتنامه سي. عمل سفيراً للدولة العثمانية في إيران عام 1720. |
| 25                                                                | جان اوتر                       | السويد           | (1736م)       | نشر كتاب عن رحلاته ترجم للعربية تحت عنوان: العراق والخليج العربي في رحلة جان أوتر (1736 - 1743). وكذلك مذكرات رحلة جون أوتير إلى تركيا وبلاد فارس مع أخبار طهماز كوي خان (فصل عن بغداد). |
| 26                                                                | عبد الكريم خوجة الكشميري       | الهند            | (1741م)       | مـرّ عـبـد الـكـريـم خـوجـة وأصـحـابـه في طـريـقـهـم إلى مـكّـة بـقـزويـن ثـمّ بـبـغـداد (1741). وعـاد عـبـد الـكـريـم إلى بـلـده في 1749 م. كـتـب نـصّ رحـلـتـه بـعـد عـودتـه إلى الـهـنـد وأسـمـاه: بـيـاني واقـعـيـة (Byâni (ouâqi’a ، دامـت عـشـر سـنـوات (مـن 1739 إلى 1749 م.)..وقـد تـرجـم الـنّـصّ إلى الإنـكـلـيـزيـة ونـشـر في كـلـكـتـا، الـهـنـد في 1788 م. تـحـت عـنـوان: (The Memoirs of Khojeh Abdul-Kureem). |
| 27                                                                | إدوارد آيفز                    | المملكة المتحدة  | (1758م)       | نشرت رحلة إدوارد آيفز باللغة الإنجليزية تحت عنوان:رحلة من إنجلترا إلى الهند 1754. |
| 28                                                                | كارستن نيبور                   | ألمانيا          | (1766م)       | نشرت رحلة نيبور تحت عنوان: رحلة إلى شبه الجزيرة العربية وإلى بلاد أخرى مجاورة لها. |
| 29                                                                | أبراهام بارسونز                | المملكة المتحدة  | (1775م)       | نشرت رحلة إبراهام بارسونز تحت عنوان: رحلات في آسيا وأفريقيا وتتضمن رحلة من الإسكندرونة إلى حلب وعبر الصحراء إلى بغداد والبصرة (1774-1775). |
| 30                                                                | صموئيل إيفرز                   | المملكة المتحدة  | (1779م)       | تناولت رحلته بالوصف الدقيق مدن البصرة والقرنة والسماوة والنجف وكربلاء وبغداد نشرت رحلته تحت عنوان: رحلة صموئيل إيفرز: من البصرة إلى البحر المتوسط سنة 1779م. |
| 31                                                                | جوزيف دو بوشامب                | فرنسا            | (1781م)       | عام (1781) شغل منصب نائب عام فرنسا في بغداد. وفي (1786) بدأ الحفريات في بابل، خلقت تقارير اكتشافاته ضجة كبيرة في فرنسا وإنجلترا. |
| 32                                                                | دومينيكو سيستيني               | إيطاليا          | (1781م)       | جاءت رحلته في كتاب: العراق في رحلة الأب دومينيكو سيستيني في سنة 1781. ونشرت باللغة الفرنسية تحت عنوان: رحلة من القسطنطينية إلى البصرة. |
| 33                                                                | أندريه ميشو                    | فرنسا            | (1782م)       | جاءت رحلته ووصوله من حلب إلى بغداد سنة 1782م، في كتاب: Syrian Desert صحراء سوريا. |
| 34                                                                | فيريير سوفيبوف                 | فرنسا            | (1785م)       | ارسل في مهمة إستخبارية إلى بلاد فارس. وقد دوَّن مشاهداته عن بغداد.ونشرت مذكرات الكومت فيريير سوفبوف تحت عنوان: مذكرات تاريخية، وسياسية، وجغرافية. عن رحلته عام 1782م، والمنشورة في كتاب: بغداد في مذكرات الرحالة الفرنسيين بين القرنين السابع عشر والقرن العشرون. |
| 35                                                                | غيوم أنطوان أوليفييه           | فرنسا            | (1796م)       | نشرت رحلته تحت عنوان: رحلة اوليفييه إلى العراق. |
| 36                                                                | جون جاكسون                     | المملكة المتحدة  | (1797م)       | نشرت مذكراته ومشاهداته تحت عنوان: مشاهدات بريطاني عن العراق سنة 1797م. |
| 37                                                                | أبو طالب خان                   | الهند            | (1803م)       | الرحالة الهندي التركي الأصل أبو طالب بن حاجي محمد بك خان الأصفهاني نشرت رحلته تحت عنوان: رحلة ابى طالب خان خلال الأعوام 1799-1803م. |
| 38                                                                | بيار اميدي جوبير               | فرنسا            | (1806م)       | له كتاب رحلة إلى ارمينية وبلاد فارس باللغة الفرنسية: Voyage en Armenie et en Perse. |
| 39                                                                | أدريان دوبريه                  | فرنسا            | (1807م)       | له كتاب يصف فيه مشاهداته في بغداد والعراق، نشر تحت عنوان: رحلة دوبريه إلى العراق، 1807-1809م. |
| 40                                                                | كلوديوس جيمس ريج               | المملكة المتحدة  | (1808م)       | نشرت مذكراته تحت عنوان: رحلة ريج المقيم البريطاني في العراق كلوديوس جيمس ريج. |
| 41                                                                | جان بابتيست روسو               | فرنسا            | (1809م)       | قنصل فرنسا في بغداد، له كتاب: رحلة إلى الجزيرة العربية سنة 1808. |
| 42                                                                | جون ماكدونالد كينير            | المملكة المتحدة  | (1810م)       | نشر مذكرات زيارته إلى بغداد ضمن كتابه (مذكرات جغرافية في الإمبراطورية الفارسية) الذي نشره باللغة الإنجليزية في لندن عام 1813م. |
| 43                                                                | جيمس سلك بكنغهام               | المملكة المتحدة  | (1816م)       | نشر مذكراته تحت عنوان: رحلتي إلى العراق سنة 1816م. |
| 44                                                                | وليام هيود                     | المملكة المتحدة  | (1817م)       | نشرت رحلته تحت عنوان: رحلة إلى ما بين النهرين مطلع القرن التاسع عشر. |
| 45                                                                | إيفانوف تسيكولين               | روسيا            | (1817م)       | ومن بغداد مشى سيراً على الأقدام إلى القدس. |
| 46                                                                | روبرت كير بورتر                | المملكة المتحدة  | (1818م)       | نشرت رحلته ووردت فيها زيارته إالى بغداد وسماها بابل القديمة في كتابه: Porter, Robert Ker (1821–22). Travels in Georgia, Persia, Armenia, ancient Babylonia. |
| 47                                                                | فيكتور فونتانييه               | فرنسا            | (1824م)       | نائب القنصل الفرنسي في بغداد.نشر ملاحظاته عن العراق وبغداد، وكذلك ما شاهده في مناطق أخرى في كتاب:(رحلة إلى الهند والخليج الفارسي Voyage dans L`Inde et le Golfe Persique). |
| 48                                                                | روبرت ميجنان                   | المملكة المتحدة  | (1827م)       | روبرت ميجنان أو (مينيان) ضابط بريطاني زار بغداد والبصرة والحلة (بابل)، ألف كتاب باللغة الإنجليزية وطبع في لندن عام 1829م، يسرد فيه مشاهداته خلال تلك الرحلة أسماه: رحلات في (أرض) الكلدان ويتضمن رحلته من البصرة إلى بغداد والحلة وبابل. |
| 49                                                                | جيمس ريموند ولستد              | المملكة المتحدة  | (1831م)       | نشرت رحلته تحت عنوان: رحلة إلى بغداد في عهد الوالي داود باشا. |
| 50                                                                | أنتوني نوريس جروفز             | المملكة المتحدة  | (1831م)       | دوَّنت رحلته ولم تطبع تحت عنوان : خلاصة سفر المستر أنطوان نوريس كروفس، ووصوله إلى بغداد، وإقامته فيها. |
| 51                                                                | جيمس بيلي فريزر                | المملكة المتحدة  | (1834م)       | نشرت رحلته تحت عنوان: رحلة فريزر إلى بغداد في (1834م). |
| 52                                                                | جاكوب صاموئيل                  | المملكة المتحدة  | (1835م)       | نشر مذكراته باللغة الانجليزية عام 1844م، تحت عنوان: رحلة تبشيرية خلال الجزيرة العربية إلى بغداد. |
| 53                                                                | أوستن هنري لايارد              | المملكة المتحدة  | (1841م)       | يذكر لايارد في مقدمة الجزء الأول من كتابه:" Early advantures in persia,Susiana, and Babylonia "انه زار بغداد واقام فيها لفترة قصيرة في الأعوام 1841 و 1842. |
| 54                                                                | إيليا بيريزن                   | روسيا            | (1843م)       | إيليا نيكولايفتش بيريزين كان يقود بعثة روسية كلفته بها جامعة قازان للفترة (1842-1845) مع شخص آخر هو (ولهيلم دتيل Wilhelm Dittel) وصل بغداد سنة 1843م، نشرت رحلته تحت عنوان:"رحلة إلى الشرق (رحلات في الشرق)، 1849-1854، مجلدين). |
| 55                                                                | هرشيو ساوثجيت                  | الولايات المتحدة | (1844م)       | نشرت جزء من مذكرات رحلته باللغة الانجليزية تحت عنوان زيارة إلى الكنيسة السريانية (اليعاقبة) في بلاد الرافدين. اما رحلته نشرت بعنوان: جولة عبر أرمينيا، كردستان، بلاد فارس، بلاد ما بين النهرين. |
| 56                                                                | هنري جيمس روس                  | المملكة المتحدة  | (1845م)       | كتب مذكراته على شكل رسائل كان يرسلها إلى شقيقته ماري.وجدتها زوجته جانيت ونشرتها عام 1902م، تحت عنوان: رسائل من الشرق 1837-1857..وطبعت في لندن. |
| 57                                                                | بنيامين الثاني                 | رومانيا          | (1846م)       | زار بغداد متتبعاً تواجد اليهود فيها واصفاً احوال معيشتهم واماكن تواجدهم وقد دوَّن مشاهداته في كتاب نشر تحت عنوان :خمس أعوام من السفر في الشرق، ( 1846-1851 م). |
| 58                                                                | جيمس فيليكس جونز               | المملكة المتحدة  | (1853م)       | اورد القائد وضابط البحرية البريطاني مذكراته ومشاهداته لمدينة بغداد في كتاب أسماه: بغداد في منتصف القرن التاسع عشر. |
| 59                                                                | بيترمن                         | ألمانيا          | (1854م)       | المستشرق الألماني (جوليوس هاينريش بيترمان) أو بيترمن زار بغداد أثناء ولاية رشيد باشا الكوزلكلي ومكث فيها خمسة أشهر. وسرد مذكرات رحلته ونشرها يالألمانية تحت عنوان:(رحلة إلى الشرق Reisen im Orient). |
| 60                                                                | جون أشر                        | المملكة المتحدة  | (1864م)       | عضو الجمعية الجغرافية الملكية في لندن. زار بغداد ووصف أسواقها. نشرت رحلته تحت عنوان: رحلة من لندن إلى برسبولس وترجمت من قبل جعفر خياط ونشرت في مجلة سومر عام 1965م. تحت عنوان مشاهدات جون أشر في العراق. |
| 61                                                                | تينكو مارتينوس ليكلاما انيهولت | هولندا           | (1866م)       | نشرت جزء من رحلته التي تخص العراق تحت عنوان: رحالة هولندي في العراق. اما الرحلة كاملة نشرت باللغة الفرنسية تحت عنوان، (...Voyage en Russie, au Caucase). |
| 62                                                                | أدولفو ريفادينيرا              | إسبانيا          | (1869م)       | اثناء وجوده في بغداد التقى بالوالي مدحت باشا، نشرت رحلته تحت عنوان: من سيلان إلى دمشق. |
| 63                                                                | وليام بيري فوج                 | الولايات المتحدة | (1875م)       | نشرت رحلته تحت عنوان: أحوال بغداد في القرن التاسع عشر. |
| 64                                                                | الليدي آن بلنت                 | المملكة المتحدة  | (1879م)       | زيارتها إلى بغداد نشرت في كتاب: الحج إلى نجد. |
| 65                                                                | جان ديولافوي                   | فرنسا            | (1881م)       | دونت رحلتها ونشرت تحت عنوان: رحلة مدام ديولافوا من المحمرة إلى البصرة وبغداد 1299 هـ 1881 م. |
| 66                                                                | واليس بودج                     | المملكة المتحدة  | (1888م)       | بين عامي 1886 و 1891، كلف المتحف البريطاني بودج بالتحقيق في سبب تسريب الألواح المسمارية من مواقع التنقيب البريطانية في العراق، والتي يفترض أنها تحرس من وكلاء وحراس محليين. له عدد كبير من المؤلفات. وقد زار بغداد عام 1888م، 1889م، 1890م، و 1891م. |
| 67                                                                | هنري سوينسون كاوبر             | المملكة المتحدة  | (1893م)       | زار بغداد وبقي فيها عشرة أيام وذكرها في مذكرات رحلته التي نشرها تحت عنوان: رحلة عبر الجزيرة الفراتية إلى الخليج العربي عام 1893م. |
| 68                                                                | ماكس فون أوبنهايم              | ألمانيا          | (1893م)       | وصل إلى بغداد خلال رحلته التي نشرت بجزئين تحت عنوان: من البحر المتوسط إلى الخليج. الفارسي. وترجمت للعربية (من البحر المتوسط إلى الخليج) ومذكرات زيارته إلى بغداد دونها في الجزء الثاني منها. |
| 69                                                                | لويس ماسينيون                  | فرنسا            | (1907م)       | دراساته كانت عن التصوف وخاصة الحلاج، ولكنه نشر كتاباً عن اللهجة البغدادية بعنوان: تعليقات على لهجة بغداد العربية. |
| 70                                                                | نواب حميد يار جونك بهادر       | الهند            | (1907م)       | مذكرات رحلته نشرت تحت عنوان: رحلة إلى بغداد. |
| 71                                                                | لويزا جيب                      | المملكة المتحدة  | (1908م)       | نشرت مذكرات رحلتها باللغة الانكليزية عام 1908م، تحت عنوان: عبر طرق الصحراء إلى بغداد. |
| 72                                                                | ويليام ويلكوكس                 | المملكة المتحدة  | (1908م)       | مهندس بناء بريطاني اختص بمجال الري وعمل في الهند ومصر والعراق ونشر مذكراته تحت عنوان:sixty years in the east المطبوع في لندن سنة 1935. |
| 73                                                                | جيرارد ليتشمان                 | المملكة المتحدة  | (1908م)       | ضابط إستخبارات بريطاني قتله الشيخ ضاري سنة 1920م، في خان النقطة أيام ثورة العشرين. له مذكرات عن بغداد نشرت تحت عنوان: رحلة ليتشمان من العراق (بغداد) إلى سوريا (حلب). |
| 74                                                                | غيرترود بيل                    | المملكة المتحدة  | (1909م)       | ذكرت انها زارت بغداد عام 1909م. في صباح الأحد 12 تموز 1926 ماتت الآنسة بيل في بيتها البغدادي عن عمر يناهر 58 سنة. وقد وجدتها خادمتها الأرمنية ماري، خامدة الأنفاس وقد شيعت تشييعاً يكاد يكون رسمياً إلى المقبرة المعروفة في ساحة الطيران ببغداد حيث دفنت هناك. نشرت رسائلها ومذكرات رحلتها عن بغداد والعراق تحت عنوان: العراق في رسائل المس بيل.                                                                         |
| 75                                                                | الويس موسيل                    | تشيكوسلوفاكيا    | (1912م)       | سجل مذكرات رحلته التي قام بها عام 1915 ونشهرها تحت عنوان: الفرات الأوسط، وذكر فيه انه زار بغداد سابقاً وذلك عام 1912 م. |
| 76                                                                | إيلي بانيستر سون               | المملكة المتحدة  | (1913م)       | كان ضابط استخبارات في الجيش البريطاني عمل متنكرا بزي تاجر إيراني في المناطق الكردية في شمال العراق تحت اسم ميرزا غلام حسين شيرازي..ودون رحلته ونشرها تحت عنوان:رحلة متنكر إلى بلاد مابين النهرين وكردستان . |
| 77                                                                | باسيليوس كورباه                | روسيا            | (1914م)       | كان مرافقه في رحلته ومترجمه الخاص اسكندر يوسف الحايك وقد ذكره الحايك في بداية مذكراته باسم (باسيل كورباه) التي دونها أثناء الرحلة ونشرها تحت عنوان رحلة في البادية. |
| 78                                                                | إميل اوبليه                    | فرنسا            | (1916م)       | له كتاب بغداد: سكة حديدها أهميتها ومستقبلها. |
| 79《                                                              | جون فيلبي                      | المملكة المتحدة  | (1917م)       | دخل العراق من البصرة عام 1915 وارسله بيرسي كوكس إلى بغداد في 17 مايس 1917 للاشراف على اصدار جريدة لصالح الدعاية البريطانية، قبل ضم الموصل. |